# Javier Gomá
Javier Gomá Lanzón (* 24. května 1965 Bilbao) je španělský spisovatel, filosof, právník, autor tetralogie příkladnosti a dramatického monologu. Účastnil se akademických debat s mysliteli, jako jsou Fernando Savater, Alain Finkielkraut, Zygmunt Bauman nebo Michael J. Sandel, pro něž je Gomá „vynikající myslitel, který zpochybňuje některé hlavní předpoklady současné anglo-americké filozofie“.[zdroj⁠?!] Je také ředitelem Nadace Juana Marche.

## Životopis
Získal doktorát v oboru filosofie, diplomy má také z oborů klasická filologie (1988) a práva (1992). Po studiích se stal právníkem v nejvyšším poradním orgánu španělské vlády, Státní radě založené již Karlem V. roku 1526. V současné době řídí Nadaci Juana Marche (Fundación Juan March), dle španělské ústavy jednu z nejdůležitějších nadací pro přírodní a humanitní vědy ve Španělsku.
Své filozofické dílo shromáždil ve dvou sbírkách: Tetralogie příkladnosti a Světská filozofie. Je také autorem Naučené naivity a Obrazu tvého života. Napsal dramatický monolog Neutěšitelný, který otiskl španělský deník El Mundo a jenž byl uveden ve španělském Národním dramatickém centru. Za své první dílo Nápodoba a zkušenost získal v roce 2004 Národní cenu za esej.
Je patronem hlavní madridské operní scény Teatro Real a divadla Teatro Abadía v Madridu. V roce 2012 a v roce 2014 ho ve španělské verzi časopisu Foreign Policy zařadili mezi padesát nejvlivnějších iberoamerických intelektuálů. Za své knihy získal několik ocenění, zúčastnil se nepočítaně konferencí v mnoha španělských a zahraničních institucích a pravidelně přispívá do novin, kulturních příloh a rozhlasu.

## Dílo
Své stěžejní filozofické myšlenky zpracoval do dvou zásadních kompilací:

### 1.Tetralogie příkladnosti(Tetralogía de la ejemplaridad, Taurus, 2014)
Toto stěžejní dílo bylo vydáváno v průběhu deseti let mezi roky 2003 a 2013. Gomova „tetralogie příkladnosti“ je odpovědí na něco, čím se zabýval již o dvacet let dříve v raném mládí. V tomto citlivém věku jej naprosto uchvátilo starověké Řecko, což ho vedlo k vymyšlení vzoru příkladnosti. Byla jím „idea celistvosti“, jejímž vyjádřením byl posedlý a zabýval se jím téměř třicet let, během nichž odpromoval v oboru klasické filologie a filozofie, dokončil doktorské studium práv a začal pracovat. Veškeré tyto niterní pocity se rozhodl zpracovat filozoficky, v oboru, který Gomá považuje za odvětví literatury.
A. Prvním dílem, za který navíc dostal národní cenu za esej, byla Nápodoba a zkušenost (Imitación y experiencia, 2003). V ní Gomá položil základy obecné teorie příkladnosti složené z pragmatické a metafyzické části. Na tyto základy poté navázal v dalších třech dílech. Co je to bytí? Osobní příklad. Jak jej poznáme? Nedosáhneme jej abstrahováním, naopak vychází z praxe – z opakování a nápodoby. Tato prozíravost je naprostým středobodem jeho filozofického rozjímání.
B. Druhým dílem je Achilles v gyneceu (Aquiles en el gineceo, 2007), v němž se táže, proč si Achilles místo nesmrtelnosti a života v obležení žen vybral válečné pole, na kterém zemřel. Achilles si vybral smrtelnost, protože to je cena, kterou je třeba zaplatit, aby se mohl stát skutečně jedinečnou bytostí a zasloužil si tak titul nejlepšího muže. My všichni ostatní se také vydáváme na cestu z gynecea do Troje a stejně jako Achilles se musíme naučit být smrtelní, abychom mohli být jedineční. Nicméně jedinečnost a smrtelnost si nemůžeme zajistit sami, jsou výsadami obce, jež je uděluje pouze vznešenému občanovi, který napodobuje transcendentální rozhodnutí mytického hrdiny, paradigma lidské příkladnosti.
C. S obcí je spojena následující kniha titulovaná Veřejná příkladnost (Ejemplaridad pública, 2009), ve které se vydává směrem politické filozofie určené soudobým dějinám kultury, tedy demokracii. Autor zde navrhuje ideál rovnostářské a zesvětštěné příkladnosti pro veřejnost jakožto organizační princip demokracie. Gomá je přesvědčen, že v dnešní post-nihilistické době, v níž už autoritářství a nátlak nejsou jednotící silou, je pouze přesvědčivá síla ctnostné příkladnosti utvářející občanské zvyky schopna podnítit opravdovou emancipovanost občana. Dohromady tvoří tyto tři zmíněné knihy trilogii životní zkušenosti. 

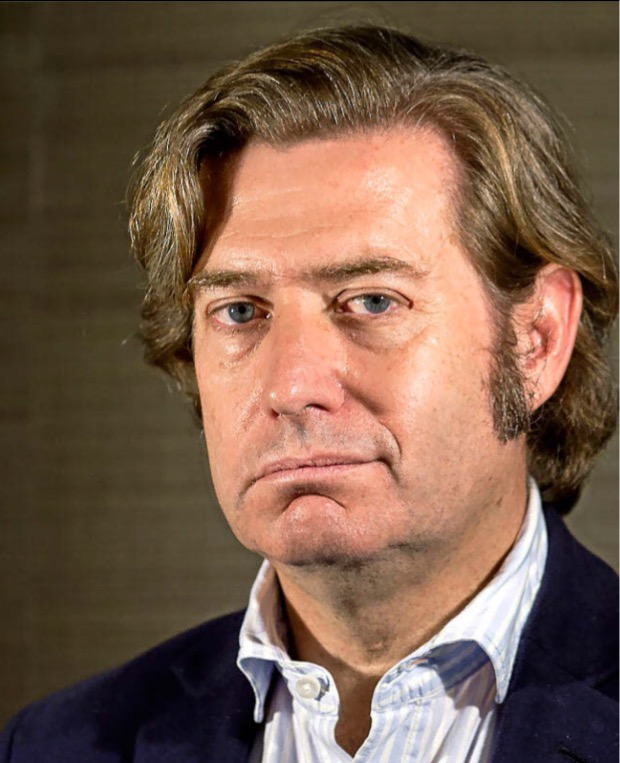
Javier Gomá Lanzón

D. Tetralogii uzavírá díl Potřebné, ale nedosažitelné (Necesario pero imposible, 2013). Je to touha po zcivilizování nekonečna. Dle Gomy je svět k jedinci, jemuž byla do vínku dána bezvýhradná důstojnost, ale zároveň je předurčený k nedůstojné smrti, strukturálně nespravedlivý. Je tedy naprosto přirozené, že moderní já zpochybňuje, že by po konečné zkáze a úpadku byla lidskost schopna přetrvat. Proti vší zkušenosti se ovšem rodí naděje v individuálním přežití, které se snaží ve filozofii, jež se tomuto tématu od Kanta nevěnovala, nastolit v díle Potřebné, ale nedosažitelné.

### 2.Světská filozofie
Světská filozofie. Sbírka mikroesejů (Filosofía mundana. Microensayos completos, 2016). Jedná se o sbírku 63 mikroesejů, které vzcházely především ve významných španělských periodikách, především v deníku El País, ale také v novinách La Vanguardia. Na jejich základě vyšly knihy Vše za tisíc (Todo a mil, 2012) a Více info na vrátnici (Razón: portería, 2014). K těmto dvěma publikacím přibylo ještě dalších 6 esejů a všechny byly souborně vydány ve Světské filozofii.
Tyto dvě kompilace následovala kniha Obraz tvého života (La imagen de tu vida, 2017), kterou tvoří tři eseje o posmrtné příkladnosti – Lidské přetrvání (Humana perduración), Obraz tvého života (La imagen de tu vida) a Cervantes. Obraz jeho života (Cervantes. La imagen de su vida), a dramatický monolog Neutěšitelný (Inconsolable), jejž napsal po smrti otce.
Své eseje a přednášky shromáždil v díle Naučená naivita (Ingenuidad aprendida, 2011) a v Podkladech pro estetiku (Materiales para una estética 2013). Společně s Carlosem Garcíou Gualem a Fernandem Savaterem je autorem Hodně štěstí (Muchas felicidades, 2014).
Byl hlavním redaktorem kolektivního díla Živit se uměním, literaturou a hudbou (Ganarse la vida en el arte, la literatura y la música, Galaxie Gutenberg, 2010).
Z jeho odborné zkušenosti s řízením nadací se zrodila kniha Dopis španělským nadacím a podobné eseje (Carta a las fundaciones españolas y otros ensayos del mismo estilo, 2014).

### Drama
Napsal také dramatický monolog Neutěšitelný (Inconsolable), jenž měl premiéru 28. června 2017 v hlavním sále divadla María Guerrero v Madridu (v Národním dramatickém centru) v režii Ernesta Caballera de las Heras. Roli ztvárnil Fernando Cayo. Neutěšitelný byl vydán v nezkrácené verzi rok předtím, v neděli 24. července 2016, v novinách El Mundo.

## Javier Gomá v českém překladu
Jednu z Gomových klíčových prací, text Praxe následování, vydal v překladu českého hispanisty, docenta Josefa Forbelského, časopis Reflexe . Javier Gomá navštívil i Prahu. V knihovně Václava Havla vedl 7. listopadu 2017 konferenci o jeho světské filozofii , u jejíž příležitosti publikovaly Lidové noviny jak rozhovor s filozofem, tak jeho článek Filozofie jako konceptuální literatura.